# Byron Castillo
Byron Castillo, né le 10 novembre 1998 à Playas en Équateur ou le 25 juillet 1995 à Tumaco en Colombie, est un footballeur international équatorien évoluant au poste d'arrière droit au Barcelona SC, en prêt du Club León. 
Le lieu et la date de sa naissance ont fait l'objet d'enquêtes. Il est soupçonné d'avoir utilisé de faux papiers pour se rajeunir et obtenir la nationalité équatorienne. La fédération équatorienne de football a été condamnée pour ne pas l'avoir sanctionné. Ainsi, s'il a pu participer à la qualification de l'Équateur de football à la Coupe du monde 2022, il n'est pas retenu pour la phase finale pour des raisons extra sportives, la fédération craignant d'être davantage sanctionnée.

## Nationalité et date de naissance
Selon l'homme d'affaires lié au joueur Marco Zambrano, Byron Castillo est sujet, dès 2018, à six enquêtes sur son identité, dont une en 2017 pour son transfert de la Sociedad Deportiva Aucas de Quito au Barcelona Sporting Club de Guayaquil. En 2019, une nouvelle enquête est ouverte. La fédération s'est dotée auparavant d'une commission d'enquête pour vérifier les lieux et dates de naissance de plusieurs milliers de footballeurs en Équateur. Jaime Jara, président de la commission, affirme avoir les preuves que Castillo est né à Tumaco, une ville de Colombie proche de la frontière. Le joueur encourt entre six mois et trois ans de suspension. La fédération équatorienne de football reconnaît Castillo comme équatorien tout en se réservant le droit de rouvrir une enquête si besoin. 
En 2021, alors que le joueur est aux portes de l'équipe nationale, une nouvelle enquête est ouverte par Jaime Jara. Selon lui, il aurait utilisé de faux documents pour attester de sa naissance en Équateur alors qu'il serait né en Colombie. Les preuves sont remises à la commission de discipline de la fédération. Le joueur connait cependant sa première sélection en équipe nationale en septembre de la même année.
En mai 2022, la fédération chilienne de football porte plainte auprès de la FIFA contre son homologue d'Équateur car selon elle il « existe d'innombrables preuves que le joueur est né en Colombie, dans la ville de Tumaco le 25 juillet 1995 et non le 10 novembre 1998 dans la ville équatorienne de Playas ». L'âge et la nationalité de Castillo seraient donc fausses, il serait à ce moment-là un Colombien de 26 ans et non un équatorien de 23 ans.
L'enjeu est que, si la FIFA donne les deux matches entre ces deux équipes perdus pour l'Équateur au profit du Chili, ce serait le Chili, septième de la compétition et éliminé, qui passerait quatrième et serait ainsi qualifié pour la coupe du monde au Qatar.
En juin, la FIFA déboute le Chili qui fait appel. En septembre, juste avant la réunion de la commission d'appel de la FIFA, le journal britannique Daily Mail publie une enquête corroborant la version du Chili. Selon cet article, Castillo aurait reconnu avoir falsifié ses papiers d'identité et la fédération équatorienne était au courant.
La FIFA valide la participation de l'Équateur à la Coupe du monde 2022 car sa nationalité est de la compétence des autorités équatoriennes. Cependant, le Chili saisit le tribunal arbitral du sport qui reconnaît que Castillo est bien né en 1995 en Colombie. Le TAS condamne la fédération équatorienne à 100 000 francs suisses et son équipe nationale à débuter les éliminatoires pour la prochaine coupe du Monde avec trois points de pénalité.
En novembre, Castillo ne figure pas dans la liste des joueurs sélectionnés pour la coupe du monde, ce qui est, d'un point de vue sportif, une surprise. Dans un communiqué, la fédération équatorienne explique : « face au risque de souffrir à nouveau de sanctions injustes, la Fédération équatorienne est obligée de ne pas inclure le joueur Byron Castillo Segura dans la liste finale qui a été soumise à la FIFA ».

## Carrière

### En équipe nationale

#### Équipe première
Castillo est sélectionné en équipe d'Équateur de football depuis 2021. Il participe à huit matchs des éliminatoires de la zone Amérique du Sud de la Coupe du monde de football 2022, notamment les deux contre le Chili (0-0 puis 2-0 pour l'Équateur). À l'issue de ce tournoi, l'Équateur termine quatrième et dernier qualifié.
De juin à novembre 2022, Castillo participe à cinq matchs amicaux, pour deux victoires et trois matchs nuls. En 13 matchs officiels avec son équipe nationale, il n'a connu que deux fois la défaite (en Uruguay et au Paraguay), fait cinq fois match nul (dont un contre l'Argentine) et remporté six victoires, dont une au Chili, qui pourrait paradoxalement lui avoir coûté sa participation à la coupe du Monde 2022, voire sa carrière internationale (voir section suivante).